# Office Kitano
Office Kitano (オフィス北野, Ofisu Kitano) est une société japonaise de production de films et une agence cofondée par Masayuki Mori et le réalisateur japonais Takeshi Kitano. Office Kitano change de nom et devient TAP le 1er janvier 2020, à la suite du départ de Takechi Kitano de la société en mars 2018. 

## Historique
Office Kitano est cofondée par le producteur Masayuki Mori et le réalisateur Takeshi Kitano en 1988. À l'origine, la société est une agence chargée de gérer les activités à la télévision de Takeshi Kitano et les intérêts d'un groupe d'acteurs comiques. Trois ans plus tard, Office Kitano se lance dans la production de film avec le troisième film de Takeshi Kitano, A scene at the sea. Elle produira l'ensemble des films du réalisateur jusqu'à Outrage: Coda en 2017, ainsi que ceux d'autres cinéastes tels que Takashi Miike (Izo), Makoto Shinozaki (Asakusa Kid) ou le réalisateur chinois Jia Zhangke.
Masayuki Mori occupe la présidence de la société depuis 1992.
Office Kitano étend ses activités à la distribution de films et lance le festival Tokyo Filmex en 2000.
À la fin mars 2018, Takeshi Kitano annonce vouloir quitter sa société de production, afin de retrouver son indépendance,.
Le 1er janvier 2020, Office Kitano change de nom et devient TAP.

## Films produits
- 1991 : A scene at the sea (あの夏、いちばん静かな海, Ano natsu ichiban shizukana umi?) de Takeshi Kitano
- 1993 : Sonatine, mélodie mortelle (ソナチネ, Sonachine?) de Takeshi Kitano
- 1994 : Getting Any? (みんな~　やってるか！, Minnā-yatteruka!?) de Takeshi Kitano
- 1996 : Kids Return (キッズ・リターン, Kizu ritan?) de Takeshi Kitano
- 1997 : Hana-bi (花火?) de Takeshi Kitano
- 1999 : L'Été de Kikujiro (菊次郎の夏, Kikujiro no natsu?) de Takeshi Kitano
- 2000 : Aniki, mon frère (ブラザー, Burozā?, Brother) de Takeshi Kitano
- 2000 : Platform (站台, Zhàntái) de Jia Zhangke
- 2002 : Dolls (ドールズ, Dōruzu?) de Takeshi Kitano
- 2002 : Asakusa Kid (浅草キッド, Asakusa kiddo?) de Makoto Shinozaki
- 2002 : Plaisirs inconnus (任逍遙, Rèn xiāoyáo) de Jia Zhangke
- 2003 : Zatoichi (座頭市?) de Takeshi Kitano
- 2004 : Izo (イゾウ?) de Takashi Miike
- 2004 : The World (世界, Shìjiè) de Jia Zhangke
- 2005 : Takeshis' (タケシズ, Takeshizu?) de Takeshi Kitano
- 2007 : Glory to the Filmmaker! (監督・ばんざい!, Kantoku Banzai!?) de Takeshi Kitano
- 2008 : Achille et la Tortue (アキレスと亀, Akiresu to kame?) de Takeshi Kitano
- 2008 : 24 City (二十四城, Èrshísì chéng) de Jia Zhangke
- 2010 : Outrage (アウトレイジ, Autoreiji?) de Takeshi Kitano
- 2012 : Outrage: Beyond (アウトレイジ ビヨンド, Autoreiji: Biyondo?) de Takeshi Kitano
- 2013 : A Touch of Sin (天注定, Tiān zhùdìng) de Jia Zhangke
- 2015 : Ryuzo 7 (龍三と七人の子分たち, Ryūzō to shichinin no kobun tachi?) de Takeshi Kitano
- 2015 : Au-delà des montagnes (山河故人, Shān Hé Gù Rén) de Jia Zhangke
- 2016 : Gukōroku (愚行録?) de Kei Ishikawa
- 2017 : Outrage: Coda (アウトレイジ 最終章, Autoreiji sai shūshō?) de Takeshi Kitano
- 2018 : Les Éternels (江湖儿女 , Jiānghú érnǚ) de Jia Zhangke